# 尕尔曲
尕尔曲，是中国长江流域的一条河流，汇入布曲，属于长江源水系。河长167千米，流域面积4123平方千米，年均流量24立方米每秒。